# Ken Hanson

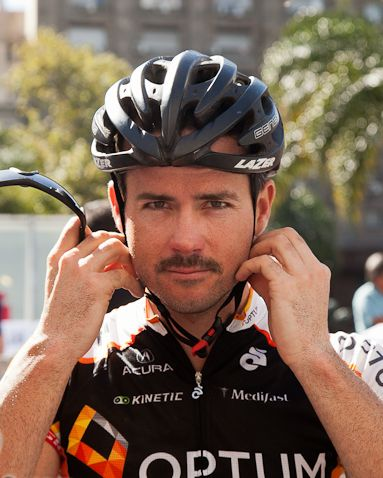
Ken Hanson

Ken Hanson (* 14. April 1982) ist ein US-amerikanischer Straßenradrennfahrer.
Ken Hanson begann seine Karriere 2007 bei dem US-amerikanischen BMC Racing Team. In seinem ersten Jahr dort gewann er ein Rennen in Martinez und er gewann mit seinem Team das Mannschaftszeitfahren beim Giro della Regione Friuli Venezia Giulia. In der Saison 2008 war Hanson bei kleineren Rennen in Hanford und San Ardo erfolgreich und er gewann jeweils eine Etappe beim FBD Insurance Rás und bei der Priority Health Grand Cycling Challenge.

## Erfolge
2007
- eine Etappe Giro della Regione Friuli Venezia Giulia (Mannschaftszeitfahren)

2008
- eine Etappe FBD Insurance Rás

2011
- eine Etappe Tour de Korea

2012
- vier Etappen Vuelta Ciclista al Uruguay
- zwei Etappen Tour de Korea
- zwei Etappen Tour of Elk Grove
- US-amerikanischer Meister – Kriterium
- Gooikse Pijl

2013
- eine Etappe Volta ao Alentejo

## Teams
- 2007 BMC Racing Team

- 2009 Team Type 1
- 2010 Team Type 1
- 2011 Jelly Belly Cycling
- 2012 Team Optum-Kelly Benefit Strategies
- 2013 Optum-Kelly Benefit Strategies
- 2014 UnitedHealthcare Professional Cycling Team
- 2015 UnitedHealthcare Professional Cycling Team